# XForms (툴킷)
XForms는 X 윈도 시스템용 Xlib 기반 GUI 툴킷이다. 버튼, 스크롤바, 메뉴 등 풍부한 오브젝트들을 갖추고 있다. 게다가 이 라이브러리는 확장이 가능하며 새로운 오브젝트를 쉽게 만들어 라이브러리에 추가할 수 있다. 또, 그래픽 사용자 인터페이스 빌더로서 fdesign 도구를 포함하고 있다.
이 툴킷은 본래 Xfce 데스크톱 환경에 쓰였지만 GTK+ 툴킷으로 전환되었다.